# Rodrigo Moraes
Rodrigo Augusto Moraes (Itu, 3 de setembro de 1984) é um político brasileiro, filiado ao Partido Liberal (PL). É Formado em Direito pela Faculdade de Direito de Itu.
É evangélico e missionário da Igreja Mundial do Poder de Deus, filho do ex-deputado federal José Olímpio e de Elisabete Aparecida Silveira Moraes. Está em seu quarto mandato consecutivo como deputado estadual, sendo eleito pela primeira vez em 2010, para a 17ª legislatura (2011-2015).

## Biografia
Nascido na cidade de Itu, estado de São Paulo, em 3 de setembro de 1984. Filho de político atuante, o ex-deputado federal missionário José Olímpio e de Elisabete Aparecida Silveira Moraes, Rodrigo é o primeiro filho do casal e irmão do publicitário J. O. Junior.
Atualmente, aos 38 anos de idade, Moraes atua profissionalmente no ramo comercial, é formado em direito, casado com Débora Regina Moraes, foi eleito o deputado mais jovem nas eleições de 2010, com quase 125 mil votos, sendo reeleito nas eleições de 2014, 2018 e 2022.

## Desempenho em eleições
| Ano  | Eleição               | Partido | Candidato a       | Votos         | Votos em Itu | Resultado |
| ---- | --------------------- | ------- | ----------------- | ------------- | ------------ | --------- |
| 2010 | Estadual de São Paulo | PSC     | Deputado Estadual | 124.278 (22º) | 1.171 (4º)   | Eleito    |
| 2014 | Estadual de São Paulo | PSC     | Deputado Estadual | 153.740 (15º) | 8.065 (3º)   | Eleito    |
| 2018 | Estadual de São Paulo | DEM     | Deputado Estadual | 75.845 (51º)  | 3 914 (4°)   | Eleito    |
| 2022 | Estadual de São Paulo | PL      | Deputado Estadual | 75.094 (75º)  | 8 101 (2°)   | Eleito    |